# Yael Castiglione
Yael Castiglione (Buenos Aires, 27 de septiembre de 1985) es una exjugadora de voleibol argentina. Formó parte de la Selección argentina.

## Biografía
Comenzó a jugar al vóley por el incentivo de sus padres cuando tenía 9 años de edad, fue en un club de Caballito (Buenos Aires) llamado Club Colegial Cabrini, donde su tía era la directora deportiva, Mariel Pedevilla. A medida que fue pasando el tiempo, y que los entrenadores y su familia veían buenas condiciones en ella, tuvo que tomar la decisión de dejar el CCC (Club Colegial Cabrini) cuando tenía 14 años, para irse al club Náutico Hacoaj. Desde allí tuvo sus primeros roces con la alta competitividad del vóley profesional. A los 15 años tuvo su primera citación de la Selección Menor Nacional Argentina, para pasar luego a formar parte del plantel de mayores. Con la Selección femenina de voleibol de Argentina participó en los juegos olímpicos de 2016, entre otras competencias.
Desde 2016 está casada con el exjugador de voleibol brasilero Marcus Eloe, con el que tuvo dos hijos mellizos. Tras convertirse en madre, abandonó temporalmente la práctica deportiva, para retornar en 2020 vistiendo la camiseta del club Pinheiros de Brasil. Finalmente anunció su retiro definitivo en 2022 tras representar al Arenal Emevé de Lugo en la Liga Iberdrola.

## Trayectoria
| CV Millenium Cermel       | España     | 2005-2006 |
| Volley Bellinzona         | Suiza      | 2006–2007 |
| Cecell Lleida             | España     | 2007–2010 |
| Boca Juniors              | Argentina  | 2010      |
| Igtisadchi Baku           | Azerbaiyán | 2010-2011 |
| Dinamo Romprest Bukareszt | Rumania    | 2011-2012 |
| Le Hainaut                | Francia    | 2012-2012 |
| SVS Post Schwechat        | Austria    | 2012-2013 |
| Maranhão Vôlei/CTGM       | Brasil     | 2013-2014 |
| Rio do Sul                | Brasil     | 2014-2015 |
| BKS Aluprof Bielsko-Biala | Polonia    | 2015-2016 |
| MKS Dąbrowa Górnicza      | Polonia    | 2016-2017 |
| Volei Valinhos            | Brasil     | 2019      |
| Pinheiros                 | Brasil     | 2020-2021 |
| Arenal Emevé              | España     | 2022      |

## Palmarés

### Equipo Nacional y clubes
- 3° en Copas Panamericanas 2008, 2012, 2013 y 2014
- 3° en Copa Europa (Challenge Cup) Igtisadchi Baku

## Premios individuales
- Premio Konex -Diploma al Mérito- (2020)
- Mejor Armadora - Copa Panamericana 2012
- Mejor Armadora - World Grand Prix 2013
- Mejor Armadora - Fase regular de la Superliga Brasilera 2013/14[6]